# Wieprz (rivier)
De Wieprz is een rivier in het zuidoosten van Polen met een lengte van 348,9 km en een stroomgebied van 10,4 duizend km². De Wieprz is de op negen na langste rivier van Polen.
De bronnen van de Wieprz zijn te vinden in de bossen in de buurt van Tomaszów Lubelski. De Wieprz mondt bij Dęblin als een oostelijke zijrivier uit in de Wisła. De rivier stroomt onder andere door het Nationaal park Roztocze en het dorp Trawniki.
Links instromende zijrivieren zijn: de Świerszcz, de Pór, de Łętownia, de Werbka, de Rakówka, de Żółkiewka, de Łopa, de Marianka, de Giełczewka, de Bystrzyca, de Minina en de Bylina. Rechts instromende zijrivieren zijn: de Łabuńka, de Wolica, de Wojsławka, de Siennica, de Bzdurka, de Reka, de Mogielnica, de Świnka, de Tyśmienica, de Zalesianka en de Irenka.
De Wieprz is verbonden met de rivier de Krzna via het 139,9 kilometer lange Wieprz-Krzna-kanaal, dat in de periode 1954-1961 werd uitgegraven. Dit kanaal verbindt de Wieprz van Borowica, ten zuiden van Krasnystaw, met de Krzna, in de buurt van Międzyrzec Podlaski.
- Bibliothèque nationale de France: cb12336468r (data)
- Gemeinsame Normdatei: 4242481-1
- Virtual International Authority File: 243080537